# Kurzbahnweltmeisterschaften 2024
Die 17. Kurzbahnweltmeisterschaften im Schwimmen fanden vom 10. bis zum 15. Dezember 2024 in Budapest in Ungarn statt und wurden vom internationalen Schwimmverband World Aquatics veranstaltet. Veranstaltungsort war die Duna Arena.
Die Vergabe nach Budapest erfolgte im Rahmen der World Aquatics Generalversammlung Juli 2017. Schwimmer konnten sich im Qualifikationszeitraum ab 23. Juli bis einschließlich 17. November 2024 qualifizieren.
Im Rahmen der Veranstaltung wurden in Summe 2,16 Millionen US-Dollar Preisgeld ausgeschüttet. Zusätzlich wurde jeder neue Weltrekord mit einem Bonus von 25.000 US-Dollar honoriert.
Russische und belarussische Athleten durften auf Grund des anhaltenden Angriffskrieges gegen die Ukraine nur unter neutraler Flagge starten. Mexikanische Athleten durften ebenfalls nur unter neutraler Flagge starten, da der Landesverband seit 2016 gesperrt war.
In Summe wurden 30 neue Weltrekorde aufgestellt. Erfolgreichste Athletin war Gretchen Walsh, die sieben Goldmedaillen erringen konnte und dabei in Summe neun Einzel- sowie zwei Staffelweltrekorde aufstellte, was ebenfalls einen neuen Rekord bei einer einzelnen Veranstaltung bedeutete.
| Medaillenspiegel | Medaillenspiegel       | Medaillenspiegel | Medaillenspiegel | Medaillenspiegel | Medaillenspiegel |
| Platz            | Land                   | G                | S                | B                | Ges.             |
| ---------------- | ---------------------- | ---------------- | ---------------- | ---------------- | ---------------- |
| 1.               | USA                    | 18               | 13               | 8                | 39               |
| 2.               | Neutral Athletes B     | 6                | 4                | 0                | 10               |
| 3.               | Kanada                 | 4                | 5                | 6                | 15               |
| 4.               | Volksrepublik China    | 3                | 1                | 1                | 5                |
| 5.               | Schweiz                | 3                | 0                | 0                | 3                |
| 6.               | Australien             | 2                | 5                | 5                | 12               |
| 7.               | Ungarn                 | 2                | 2                | 0                | 4                |
| 8.               | Italien                | 1                | 5                | 3                | 9                |
| 9.               | Deutschland            | 1                | 3                | 0                | 4                |
| 10.              | Cayman Islands         | 1                | 0                | 1                | 2                |
| 10.              | Tunesien               | 1                | 0                | 1                | 2                |
| 12.              | Spanien                | 1                | 0                | 0                | 1                |
| 12.              | Hongkong               | 1                | 0                | 0                | 1                |
| 12.              | Litauen                | 1                | 0                | 0                | 1                |
| 15.              | Frankreich             | 0                | 3                | 2                | 5                |
| 16.              | Brasilien              | 0                | 2                | 1                | 3                |
| 17.              | Vereinigtes Königreich | 0                | 1                | 2                | 3                |
| 18.              | Niederlande            | 0                | 1                | 1                | 2                |
| 18.              | Türkei                 | 0                | 1                | 1                | 2                |
| 20.              | Österreich             | 0                | 1                | 0                | 1                |
| 21.              | Polen                  | 0                | 0                | 5                | 5                |
| 22.              | Neutral Athletes A     | 0                | 0                | 2                | 2                |
| 23.              | Belgien                | 0                | 0                | 1                | 1                |
| 23.              | Estland                | 0                | 0                | 1                | 1                |
| 23.              | Irland                 | 0                | 0                | 1                | 1                |
| 23.              | Japan                  | 0                | 0                | 1                | 1                |

## Ergebnisse Frauen

### Freistil

#### 50 m Freistil
Gretchen Walsh schwamm im Halbfinale in 22,87 s einen neuen Weltrekord
24.  Nele Schulze 24,53 s - im Vorlauf ausgeschieden.
28.  Nina Jazy 24,61 s - im Vorlauf ausgeschieden.

#### 100 m Freistil
12.  Nina Holt 52,56 s - im Halbfinale ausgeschieden.
28.  Nicole Maier 53,79 s - im Vorlauf ausgeschieden.

#### 200 m Freistil
15.  Nicole Maier 1:55,75 min - im Vorlauf ausgeschieden.
21.  Julia Mrozinski 1:57,60 min - im Vorlauf ausgeschieden.

#### 400 m Freistil
6.  Isabel Gose 3:56,84 min 

### Schmetterling

#### 50 m Schmetterling
Gretchen Walsh schwamm im Vorlauf in 24,02 s einen neuen Weltrekord, den sie im Halbfinale nochmal auf 23,94 s verbessern konnte.

#### 100 m Schmetterling
Gretchen Walsh schwamm im Vorlauf in 53,24 s einen neuen Weltrekord, den sie im Halbfinale nochmal auf 52,87 s verbessern konnte.

### Lagen

#### 100 m Lagen
Gretchen Walsh schwamm im Halbfinale in 55,71 s einen neuen Weltrekord. 

### Staffeln

#### 4 × 100 m Freistil
8.  Deutschland 3:30,77 min

#### 4 × 200 m Freistil
6.  Deutschland 7:42,58 min min

#### 4 × 100 m Lagen
Die Startschwimmerin der amerikanischen Staffel, Regan Smith stellte in 54,02 s zusätzlich einen neuen Weltrekord über die Einzelstrecke auf.

## Ergebnisse Männer

### Freistil

#### 50 m Freistil
Jordan Crooks schwamm im Halbfinale in 19,90 s einen neuen Weltrekord.
20.   Marius Kusch 21,35 s - im Vorlauf ausgeschieden.
35.   Artem Selin 21,77 s - im Vorlauf ausgeschieden.

#### 100 m Freistil
12.   Rafael Miroslaw 46,33 s - im Halbfinale ausgeschieden.

#### 200 m Freistil
6.   Rafael Miroslaw 1:41,71 min.

#### 800 m Freistil
4.  Sven Schwarz 7:33,24 min

#### 1500 m Freistil
5.  Sven Schwarz 14:22,29 min

### Schmetterling

#### 50 m Schmetterling
Der Schweizer Noe Ponti verbesserte im Halbfinale seinen eigenen Weltrekord auf 21,43 Sekunden.
8.  Marius Kusch 22,17 s.

#### 100 m Schmetterling
31.  Kaii Winkler 51,32 s - im Vorlauf ausgeschieden.

### Rücken

#### 50 m Rücken
15.  Ole Braunschweig 23,48 s - im Halbfinale ausgeschieden
16.  Marius Kusch 23,55 s - im Halbfinale ausgeschieden

#### 100 m Rücken
18.  Ole Braunschweig 50,94 s - im Vorlauf ausgeschieden

### Brust

#### 50 m Brust
10.  Melvin Imoudu 25,96 s - im Halbfinale ausgeschieden.
33.  Lucas Matzerath 26,78 s - im Vorlauf ausgeschieden.

#### 100 m Brust
18.  Melvin Imoudu 57,44 s - im Vorlauf ausgeschieden.
21.  Lucas Matzerath 57,61 s - im Vorlauf ausgeschieden.

### Lagen

#### 200 m Lagen
22.  Cedric Büssing 1:46,11 min - im Vorlauf ausgeschieden.

#### 400 m Lagen
12.  Cedric Büssing 4:06,73 min - im Vorlauf ausgeschieden.

### Staffeln

#### 4 × 100 m Freistil
9.  Deutschland 3:07,40 min - im Vorlauf ausgeschieden.

#### 4 × 200 m Freistil
Der Startschwimmer der amerikanischen Staffel, Luke Hobson stellte in 1:38,91 min zusätzlich einen neuen Weltrekord über die Einzelstrecke auf.
4.  Deutschland 6:50,43 min

#### 4 × 100 m Lagen
12.  Deutschland 3:26,42 min - im Vorlauf ausgeschieden.

## Ergebnisse Mixed-Staffeln

### 4 × 50 m Freistil
11.  Deutschland 1:31,26 min - im Vorlauf ausgeschieden